# Qinglung (sockenhuvudort i Kina, Tibet Autonomous Region, lat 31,16, long 90,67)
Qinglung (kinesiska: Qinglong, 青龙, 青龙乡) är en sockenhuvudort i Kina. Den ligger i den autonoma regionen Tibet, i den sydvästra delen av landet, omkring 170 kilometer norr om regionhuvudstaden Lhasa. Antalet invånare är 3 792. Befolkningen består av 1 907 kvinnor och 1 885 män. Barn under 15 år utgör 26,0 %, vuxna 15-64 år 67 %, och äldre över 65 år 5,0 %.
Trakten runt Qinglung är nära nog obefolkad, med mindre än två invånare per kvadratkilometer. Det finns inga andra samhällen i närheten. Trakten runt Qinglung består i huvudsak av gräsmarker.
Genomsnittlig årsnederbörd är 487 millimeter. Den regnigaste månaden är juli, med i genomsnitt 132 mm nederbörd, och den torraste är januari, med 4 mm nederbörd.